# Mujeres en la guerra entre Irán e Irak
Durante la guerra entre Irán e Irak que tuvo lugar entre el 22 de septiembre de 1980 hasta el 20 de agosto de 1988, la población femenina de ambos países cumplió con una serie de roles que van desde víctimas a incluso combatientes. El conflicto bélico finalizó sin un claro vencedor, sin embargo, con vastos costos en vidas humanas y profundos daños en la economía iraní e iraquí, tuvo grandes repercusiones sobre los habitantes de las dos naciones y, particularmente, sobre las mujeres. 

## Mujeres en los antecedentes de la guerra
La Guerra entre Irán e Irak se explica a través de las dinámicas regionales que tuvieron lugar desde la década de 1970. El conflicto comenzó con una invasión de Irán por parte de Irak en septiembre de 1980. Esta fue justificada por el gobierno iraquí con la intención de evitar que se expandiera la Revolución iraní de 1979 a Irak, además de explotar las tensiones religiosas dentro de Irán. Irak también quería reemplazar a Irán como el estado dominante en el Golfo Pérsico, lo que antes de la revolución no era visto como un objetivo alcanzable por sus alianzas con Estados Unidos e Israel.

### Mujeres iraníes
La Revolución iraní (también conocida como Revolución Islámica o Revolución de 1979) fueron una serie de movilizaciones en Irán que desembocaron en el derrocamiento de la Dinastía Pahlavi bajo el sah Mohammad Reza Pehlevi, y que significaron la instauración de la República Islámica que sigue vigente en el país. Esto significó el término de la alianza que existía entre Irán y Estados Unidos gracias a la ambición del Sah por modernizar a Irán en el camino a establecer a la nación como el principal poder regional no solo política, sino también militarmente, pues el Sah buscó formalizar a su país como el guardián de la seguridad del Golfo Pérsico, con ayuda de la potencia estadounidense. La Revolución, además, aumentó las tensiones entre Irak e Irán, ya que este se mostraba como fuerza pan-islámica y se oponía al nacionalismo árabe de Irak.
La participación a gran escala de mujeres en manifestaciones es un hecho característico de este periodo. Las iraníes participaron en el cuidado de los heridos, y algunas tuvieron un rol dentro de las actividades de guerrilla, aunque la mayoría contribuyó en el marco de la Revolución de forma no violenta. Las motivaciones de las mujeres para ser parte de la revolución fueron complejas y variadas por una gran variedad de razones religiosas, políticas y económicas, y las mujeres que participaron eran de diversas clases y orígenes.
Esta Revolución trajo muchos cambios para las mujeres iraníes pues gran parte de la retórica del régimen impuesto por el ayatolá Ruhollah Musavi Jomeiní se centró en la posición de la mujer en la sociedad iraní. Durante la era posterior a la Revolución, las mujeres iraníes se vieron con más oportunidades en algunas áreas, mientras encontraron más restricciones en otras. Por ejemplo, a las mujeres se les permitió servir en el ejército, pero no podían participar en muchos campos académicos.
Asimismo, se estableció la obligatoriedad del hiyab. Y, aunque este se empleó como símbolo de protesta durante la revolución, el sentido forzado de su uso dio como resultado las protestas del Día Internacional de la Mujer en Teherán en 1979 contra el hiyab obligatorio. A principios de la década de los ochenta, se prohibieron los cosméticos y la “Policía de la Moral” introdujo castigos severos contra las mujeres que no siguieran el código de vestimenta obligatorio. Igualmente, se prohibió que las mujeres actuaran como juezas y se las disuadió de convertirse en abogadas. El gobierno islámico derogó las leyes de protección familiar de 1967 y 1973, que restringían la poligamia, permitían a las mujeres el derecho al divorcio y elevaban la edad mínima para contraer matrimonio. El régimen prohibió la anticoncepción y redujo la edad mínima de matrimonio de las niñas de 15 a 9 años. En suma, se las excluyó de diversos campos de estudio y profesión.

### Mujeres iraquíes
En los años precedentes al enfrentamiento bélico entre estas naciones, Irak estaba alineada al nacionalismo árabe. La década de los setenta estuvo llena de ganancias económicas para Irak. Pues gracias a la crisis del petróleo de 1973 que surgió del embargo impuesto por los países de la Organización de Países Exportadores de Petróleo, la población iraquí se vio en un período de auge y expansión. En este contexto, el gobierno de Saddam Hussein buscó a la población femenina del país para incorporarla a la fuerza laboral, y, de igual manera, se impulsó su participación en la educación. Se ha afirmado que estas medidas constituían un intento del estado iraquí de adoctrinar a sus ciudadanos, incluyendo a las mujeres, y para el establecimiento era más fácil hacer esto desde las universidades y los lugares de trabajo que desde los hogares.
En suma, a tal situación, al principio de esa década, se redactó la Constitución Provisional Iraquí, donde se garantizaba formalmente igualdad de derechos a las mujeres y niñas del país. Además, las iraquíes contaban con leyes que velaban, específicamente, por su derecho a votar, asistir a la escuela, postularse para cargos políticos y poseer propiedades.
Sin embargo, todos estos avances no significaron que inmediatamente las mujeres iraníes gozarán de igualdad ante los hombres. Las dificultades para obtener un mejor estatus dentro de la sociedad iraquí se pueden ver más claramente al notar diferencias que existían entre la población femenina urbana y la población femenina rural de Irak en los años anteriores al comienzo de la guerra.

## Mujeres iraníes en la guerra
La participación de las mujeres de Irán en la guerra se dio de diferentes maneras y en diferentes medidas. Académicos señalan que su parte desafió la caracterización patriarcal de la feminidad que prevalecía en el país antes y después de la Revolución de 1979.
Después del estallido de la Guerra Irán-Irak, las mujeres de Irán continuaron ganando poder político y se movilizaron tanto en el frente como en casa y en el lugar de trabajo. Participaron en funciones básicas de infantería, pero también en programas de inteligencia y campañas políticas. En medio de la disputa, Jomeini instó a las mujeres a ser voluntarias para el entrenamiento militar con el fin de "duplicar la fuerza de los hombres" que ya estaban en combate. Así, varias mujeres iraníes sirvieron en el ejército y en los paramilitares durante la guerra, incluso se especula que al menos 500 iraníes mujeres lucharon como combatientes. Igualmente, se afirma que es posible que hasta el 25% de los combatientes de la batalla de Jorramchar fueran mujeres. En esa misma ciudad, un grupo de mujeres también se dedicó a otras actividades, como cuidar las armas y los cuerpos de los mártires, así como equipar a los soldados. Marzieh Hadidchi, una de las fundadoras los Cuerpos de la Guardia Revolucionaria Islámica, fue comandante militar durante la guerra.
En el frente iraní, las mujeres participaron en varias funciones y sus acciones incluyeron, entre otras, informar para los medios de comunicación estatales, preparar la propaganda de guerra, proporcionar formación paramilitar o paramédica a otras mujeres. En suma, se encuentra evidencia que señala que alrededor de 25.000 iraníes sirvieron como médicas y enfermeras, además, participaron activamente en la gestión de los suministros de alimentos para los soldados y en el transporte de suministros de guerra. De la misma forma, múltiples mujeres fueron oficiales de inteligencia y contrainteligencia durante el conflicto, así, en el frente occidental donde las fuerzas iraquíes se esforzaban por dividir a los iraníes chiíes y suníes para debilitar a Irán, fuera de ello, es evidencia que en la provincia del Kurdistán se presentaron muchos ejemplos de actividades de inteligencia por parte de las mujeres iraníes para contrarrestar amenazas de Irak. También, durante la guerra, las mujeres desde sus comunidades se dedicaban a recoger donaciones públicas, empaquetar, transportar bienes y equipo para los militares. A excepción de sus funciones periodísticas, el resto de estas responsabilidades se organizaron bajo los auspicios del Cuerpo de la Guardia Revolucionaria (Sipha-i Pasdaran), la Fuerza de Movilización (Basij), el Cuerpo de Reconstrucción de la Yihad (Jahad-i Sazandigi) y la Media Luna Roja (Hilal-i Ahmar).
Asimismo, el gobierno iraní utilizó a las mujeres en la propaganda de guerra, presentándolas como madres y esposas de soldados varones que animaban el martirio de esos soldados. Según documentos, desde sus hogares las mujeres no sólo animaron a los hombres a su alrededor a defender el país, sino que defendieron sus hogares al luchar simplemente fabricando armas sencillas, como cócteles molotov y, también, al actuar como exploradoras en el sur y en el norte del país. También se reclutó a mujeres para que participaran en campañas de envío de cartas, tanto para animar a los soldados que luchaban en el frente como para animar a los hombres a alistarse como soldados. A pesar de todos estos roles que cumplieron dentro del combate y que lo hicieron voluntariamente, en la mayoría de los casos sin compensación económica, académicos señalan que las mujeres iraníes no han sido reconocidas por el público en general o han sido trivializadas por los mismos hombres con los que trabajaron.
Por otro lado, durante los ocho años que duró la guerra, las mujeres de Irán constituían una gran parte de la fuerza laboral doméstica, reemplazando a los hombres que estaban luchando, heridos o muertos. Así, el número de empleadas del gobierno aumentó. Como resultado de su participación en estas actividades, las mujeres se convirtieron en una fuerza política importante cuyo apoyo fue útil para el régimen revolucionario.
La mayoría de las mujeres que prestaron su apoyo incondicional al esfuerzo bélico pertenecían a las clases bajas religiosas y se beneficiaron de los cambios que trajo el sah Mohammad Reza Pehlevi, por lo que para muchos expertos es interesante notar cómo muchas de ellas se sintieron empoderadas para tomar partido en la guerra en un estado religioso y patriarcal que las despojó de varios derechos básicos.

## Mujeres iraquíes en la guerra
Los avances que se dieron en el campo de los derechos humanos fundamentales de las mujeres en Irak durante la década anterior a la guerra no se mantuvieron durante el enfrentamiento bélico. Pues mientras el régimen estaba bajo una gran presión y, con la intención de ejercer control sobre las mujeres y lograr silenciarlas dentro de la sociedad, se implementaron políticas gubernamentales donde prevalecían muchas tradiciones patriarcales. Fue así como, durante los últimos años de la guerra, el gobierno iraquí puso en marcha planes para animar a las mujeres a dejar sus trabajos y criar a sus hijos en respuesta al número de muertos, por eso se dice que las mujeres de este país cumplieron un gran rol reproductivo en el marco del combate.
No obstante, estas también tuvieron un pequeño rol activo y directo sobre el combate. Pues, varias mujeres iraquíes sirvieron en el ejército durante la guerra, sobre todo en las fuerzas aéreas y en los escuadrones de defensa aérea, especialmente, hacia los últimos años de la guerra, cuando la mano de obra iraquí era cada vez más limitada.
Durante la guerra, las mujeres de Irak asumieron un mayor papel en la mano de obra y en la administración pública, gracias a la escasez de hombres en edad de trabajar, de esa forma, el régimen las instó a ocupar cragos en el gobierno, las escuelas, las universidades, las granjas y las fábricas. Según académicas que estudian este periodo de la historia iraquí, las mujeres de la nación soportaron una doble carga, pues eran los motores del Estado, el sector público y sus familias al ser las principales sustentadoras y cabezas de familia, pero, ellas mismas también eran las madres de los futuros soldados.  
La creciente participación de las mujeres en la esfera pública coincidió con una mayor militarización de la sociedad y una glorificación de ciertos tipos de masculinidad que provenían del contexto de la guerra. Fue así que el Estado animó a las mujeres a no solo sustituir a soldados hombres, sino también a "producir" más ciudadanos iraquíes para compensar la pérdida de vidas durante la guerra, glorificando el papel de la madre iraquí. El gobierno llegó incluso a hacer ilegal todos los tipos de anticonceptivos estaban disponibles y eran legales antes del comienzo de la disputa armada, y, además, se ofrecieron muchos incentivos, como la ampliación del permiso de maternidad a un año, de los cuales seis meses eran remunerados, la importación y el subsidio de alimentos y artículos para bebés. Asimismo, durante los primeros años de la guerra, el gobierno intentó compensar a las viudas de los soldados con una suma de dinero o con el salario continuado de su esposo. Sin embargo, estos esfuerzos disminuyeron drásticamente hacia el final de la guerra, a la luz de las enormes deudas y la devastada economía de Irak.
Como víctimas, las iraquíes se vieron afectadas a la hora de tener acceso a la educación durante los ocho años que duró la guerra. Así, hubo un descenso en la asistencia a las escuelas en las provincias rurales del sur, donde obtener una educación ya era antes de la etapa de conflicto. Además, los artículos necesarios, como los alimentos y el agua, empezaron a ser más escasos y caros, las mujeres se vieron obligadas a trabajar en la agricultura. Otro efecto negativo que afectó a las mujeres iraquíes fue la violencia contra las mujeres que viene con la guerra, especialmente, la violencia sexual, que fue otra razón por la que las mujeres no siguieron estudiando.
Expertos señalan que una gran cantidad mujeres iraquíes sufrieron mucho durante el periodo de la guerra. Hay evidencias de que las sospechosas de deslealtad o infidelidad las enviaban a las cárceles, muchas veces por sus propios familiares, y allí estaban expuestas a la tortura, y podrían incluso llegar a ser violadas delante de sus familiares varones o ejecutadas, mientras que muchas salieron de la cárcel con enfermedades crónicas.

## Mujeres en las repercusiones de la guerra
La Guerra entre Irán e Irak fue extremadamente costosa, especialmente si se habla de vidas humanas, pues se considera una de las disputas bélicas más mortíferas desde la Segunda Guerra Mundial. Sin embargo, el número exacto de las muertes producidas por la guerra no es conocido, así, el Proyecto Correlates of War, un importante conjunto de datos académicos, calcula que hubo aproximadamente 500.000 muertos iraquíes mientras que fueron 750.000 las muertes iraníes. El número de víctimas femeninas provenientes de Irán es discutible incluso hoy en día, sin embargo, se afirma que oscila entre 7.000 y 10.000 personas. Hay evidencia que apunta a que al menos 6.400 mujeres iraníes murieron durante la guerra, mientras que 5.700 resultaron heridas y otras 3.000 quedaron discapacitadas. En adición, a las víctimas de este enfrentamiento se suman al menos 170 mujeres que fueron tomadas como prisioneras de guerra por parte de las fuerzas combatientes de Irak. El número de mujeres iraquíes afectadas mortal o permanentemente no ha sido divulgado por el gobierno.
La situación de posguerra no mostraba muchos beneficios para la población iraní en general, especialmente para las mujeres. Al principio de la guerra, un grupo de jóvenes, llamados voluntarios Basij, acudieron al frente dispuestos a martirizarse por la nación y el Estado les prometió que cuidaría de sus familias. Pasa que, académicos señalan que esta promesa se mantuvo solo para una minoría de la población mientras que la mayoría de los iraníes quedaron desprovistos de seguridad, siendo las mujeres las que tenían que lidiar con los peores aspectos de las secuelas de la guerra. Así, en el área de la educación se ve que la distribución de los servicios educativos afectó negativamente a las mujeres en la posguerra, ya que se implementaron cuotas educativas para los hombres que volvían del combate, quitándole muchas oportunidades a las mujeres iraníes. Además, expertos han establecido que el gobierno iraní ha encubierto la participación de las mujeres en la guerra. La periodista Maryam Kazemzadeh señaló que una serie de monumentos conmemorativos improvisados instalados durante la guerra en honor a las mujeres asesinadas fueron retirados por el gobierno.
En Irak, la situación de las mujeres no era mucho mejor. En materia de educación, se ve que en las décadas anteriores al comienzo de la guerra la tasa global de analfabetismo descendió hasta la guerra entre Irán e Irak. En la posguerra, uno de los cambios que afectaron la educación de las mujeres fue la grave falta de financiación gubernamental tras la costosa disputa que acababa de terminar. Según los datos, el gasto gubernamental se redujo de 620 dólares antes de la guerra a 47 dólares. Esta reducción se produjo gracias a que Irak, como país, sufría problemas económicos y destinó su presupuesto a otras áreas. Fue así como la tasa de matriculación de mujeres en las universidades descendió un 10% y la de abandono un 20%, de los cuales el 31% eran mujeres frente al 18% de hombres, además de que en la posguerra había menos mujeres con trabajos de alto nivel. Pasa que el empleo de las mujeres disminuyó al ser expulsadas de los lugares de trabajo para dejar paso a los soldados que regresaban.

## En los medios populares
Laetitia Nanquette, de la Escuela de Estudios Orientales y Africanos explica que, a pesar de que "desde alrededor de la década de 1990 hasta la actualidad, las mujeres han sido las principales escritoras de la ficción iraní", ellas han estado ausentes de la literatura iraní sobre la disputa entre Irak e Irán. La académica explica que esta "suele estar escrita por hombres y contiene discursos nacionalistas, unidos al discurso del martirio como forma de defender la versión del islam promovida como única verdad por el régimen".
One Woman's War: Da (Mother), es un libro de memorias de Seyyedeh Zahra Hosseini en el que se detallan sus experiencias durante la guerra entre Irán e Irak, su título, Da, significa "madre" en kurdo y luri, y con él, la autora quiere conmemorar el papel de las madres iraníes durante la guerra entre Irán e Irak. Este ganó el premio literario Jalal Al-e Ahmad en 2009, que es el premio literario más lucrativo de Irán, además, fue reimpreso más de 140 veces en tres años y se convirtió en un gran éxito de ventas.
Por otro lado, Mateo Farzaneh, de la Universidad del Noreste de Illinois, ha escrito sobre el papel de las mujeres en la guerra en su libro Iranian Women and Gender in the Iran-Iraq War, en donde hace un análisis en profundidad de la participación de las mujeres iraníes en el conflicto y la evolución de los roles de género en la República Islámica.
En 2019 se publicaron cuatro libros en Irán sobre el papel de las mujeres en la batalla de Khorramshahr, publicados por Sureh-Mehr, una editorial afiliada a la Oficina de Arte de la Organización de Difusión de la Ideología Islámica (IIDO). La colección de libros consiste en:
- "Prettiest Days of Life", las memorias de Seyyedeh Fuzieh Madih recopiladas por Somayyeh Shariflu.
- "Sabah", las memorias de Sabah Vatankhah recopiladas por Fatemeh Dustkami;
- "Saji", que contiene las memorias de Nasrin Baqerzadeh, escritas por Behnaz Zarrabizadeh
- "Bright Lights of the City", escrito por Faezeh Sasanikhah.[39]

Por otro lado, la cineasta iraní Tahmineh Milani ha declarado anteriormente que intentó hacer una película sobre el papel de las mujeres en la guerra, pero que el gobierno iraní le negó el permiso.

## Galería
- En 2005, BBC NEWS realizó una compilación de historias sobre mujeres iraquíes durante los ocho años que duró el enfrentamiento armado, en ella se incluyen fotografías de varias víctimas del combate y sus familias: la guerra entre Irán e Irak: Historias de mujeres iraquíes.[41]
- Para conmemorar el cuadragésimo aniversario de la guerra entre Irán e Irak, el portal de noticias web Iran Front Page publicó una galería de 40 fotos sobre la guerra. Muchas de las fotografías tienen a las mujeres iraníes como protagonistas: 40 fotos, 40 recuerdos: La guerra entre Irán e Irak en su 40.º aniversario.[42]